# Thomas Howard (3e comte d'Effingham)
Pour les articles homonymes, voir Thomas Howard.
Thomas Howard, 3e comte d'Effingham, (13 janvier 1746 - 19 novembre 1791), appelé Lord Howard jusqu'en 1763, est un noble et un officier de l'armée britannique, fils de Thomas Howard (2e comte d'Effingham) et de son épouse Elizabeth.

## Biographie
Il est surtout connu pour avoir démissionné de sa commission en signe de protestation contre la Guerre d'indépendance des États-Unis. Cet acte largement rapporté est commémoré par les colons nord-américains lors de la désignation d'une galère en 1775, puis de la frégate USS Effingham en 1777, ainsi que lors de la désignation d'Effingham (New Hampshire, comté d'Effingham en Géorgie et du comté d'Effingham). Illinois. 
Pendant les événements qui conduisent à la révolution américaine, le comte n'est ni un patriote ni un loyaliste, il est un neutraliste. Le comte d'Effingham n'aime pas les deux côtés: le gouvernement royal pour sa taxation et les colons pour sa rébellion. Howard pense que les conflits ont un impact négatif sur la Grande-Bretagne et les colonies.  
Il est décédé à l'âge de 45 ans alors qu'il est gouverneur de la Jamaïque, un mois et cinq jours après son épouse, sans laisser d'héritier. Son titre passe à son frère Richard. 